# Imagocnus
Imagocnus is een geslacht van uitgestorven grondluiaards behorend tot de familie Megalocnidae die tijdens het Mioceen op de Grote Antillen leefde.

## Fossiele vondsten
De typesoort Imagocnus zazae leefde op Cuba. Fossielen zijn gevonden in de Lagunitas-formatie bij Domo de Zaza. De vondsten dateren uit het Vroeg-Mioceen met een ouderdom van ongeveer 18 miljoen jaar. Op dezelfde locatie zijn ook fossielen gevonden de breedneusaap Paralouatta en de hutia Zazamys.